# Eric Edenwald
Eric Edenwald, né le 27 décembre 1909 à Colmar, est un résistant de la police municipale de Colmar resté en poste au sein de l'administration nazie en Alsace annexée de fait pendant la Seconde Guerre mondiale. Il est mort fusillé le 5 mai 1944  au camp de concentration de Dachau.

## Biographie
Eric Edenwald est le fils d'un employé des chemins de fer. Il obtient son certificat d'étude et quitte l'école à quatorze ans. Il travaille ensuite dans l'entreprise de textile colmarienne Kiener et Compagnie, au département expédition.
D'octobre 1929 à octobre 1930, il effectue son service militaire au 4e régiment d'artillerie de campagne à Colmar.
En septembre 1935, il passe le concours d'entrée de la police et en sort major de promotion. Après une année de stage, il prend ses fonctions le 1er septembre 1936 comme inspecteur de la Sureté au sein de la Police municipale de Colmar.
En  1939 il est mobilisé et participe à la campagne de France de  1940. Quand elle se termine, son régiment est replié dans le sud de la France où il est démobilisé le 27 juillet 1940. Il rentre chez lui à Beblenheim.
Après l'annexion de fait de l'Alsace, il conserve son poste et entre ainsi dans l'administration nazie. En février 1942, il est contraint de faire un stage de recyclage (Umschulung) au sein de l'école des cadres de la police à Berlin-Charlottenburg.
Très rapidement après l'annexion, un groupe de policiers résistants se crée au sein de la police colmarienne. Eric Edenwald  en fait partie avec Frédéric Hunsinger, René Hirlemann et Armand Walter.
Leurs rapports avec la Gestapo sont très limités, aussi Eric Edenwald recrute un ami, Othon Klumpp responsable du téléscripteur de la Gestapo de Colmar et Suzanne Zipfel qui est secrétaire à la Gestapo locale. En ayant accès aux messages de la Gestapo, le groupe peut prévenir les personnes avant leur arrestation.
Eric Edenwald entre également en contact avec d'autres mouvements de résistance comme ceux d'Eugène Hussmann, Jean-Jacques Rinck ou Alfred Weninger. Il s'engage dans l'aide à l'évasion en fournissant de faux papiers. Grâce à Alphonse Hurth, employé au bureau de recensement de la ville de Colmar, le groupe dispose d'un important stock de cartes d'identité vierges. Son épouse Émilie se charge de les remplir, Eric Edenwald leur applique les tampons du service de police et Charles Baumann, employé de l'imprimerie Lorentz réalise les faux cachets.
Le 31 mars 1942, Eric Edenwald prévient Eugène Hussmann, Joseph Rey et Ernest Brenckmann qu'ils vont être arrêté par la Gestapo. Ces deux derniers sont quand même arrêtés.
Avec Frédéric Hunsinger, il s'engage au sein du réseau Famille Martin des Forces Française Combattantes (FFC) par l'intermédiaire de l'employé des eaux et forêt François Faller et du rédacteur Jean Hardt de Mulhouse. Ils fournissent de nombreux renseignements grâce à leur profession.
En avril 1943, le groupe de policiers résistants est démantelé. Albert Schuh est arrêté le 2, Jean Gunther le 8 et Jean-Jacques Rinck le 14. Eric Edenwald est arrêté le 17 avril 1943 avec Frédéric Hunsinger pour aide à l'évasion et transmission de fausses pièces d'identité. Ils sont emprisonnés à Colmar puis le 19 à Strasbourg et le 28 au  camp de sûreté de Vorbruck-Schirmeck. Le 2 janvier 1944, ils sont transférés à la prison de la rue du Fil à Strasbourg. Par la suite ils sont détenus à la prison de Stadelheim à Munich pour être jugé le 11 janvier 1944 par le Oberste SS und Polizeigericht, le tribunal de la police et de la SS. Ils sont condamnés à la peine de mort pour trahison et vol. Ils sont transférés au camp de concentration de Dachau où ils sont fusillés le 5 mai 1944.
Son épouse Émilie Edenwald est arrêtée le 23 mai 1943 par la Gestapo. Elle est emprisonnée à Colmar, puis transférée le 26 à Mulhouse et enfin au camp de sûreté de Vorbruck-Schirmeck  . Le 3 mai 1944, elle est envoyée à la prison de Fribourg-en-brisgau où elle est jugée le 9 mai 1944 par le Volksgerichtshof (« tribunal du peuple ») qui la condamne à un an de prison. Elle est libérée le 24 mai 1944.

## Reconnaissance
- Une plaque commémorative à l'Hôtel de Police de Colmar.
- Inscription de son nom sur la plaque commémorative posée sur le mur de la tour de l’église des Dominicains à Colmar pour les résistants colmariens morts pour la France. Cette plaque est inaugurée par le général de Gaulle le 1er août 1948[5].

## Distinctions
Il est reconnu « Déporté résistant » et « Mort en déportation »,.
- Médaille de la Résistance française par décret du 15 juin 1946[8].